# الفرقة التركمانية 162
الفرقة التركمانية 162 تشكيل عسكري شكله الجيش الألماني خلال الحرب العالمية الثانية. لقد جذبت رجالها من أسرى الحرب أو اللاجئين الذين أتوا من القوقاز ومن الأراضي التركية إلى الشرق.

## التاريخ
تم تشكيل الفرقة 162 في تركستان في مايو 1943 وتضم خمس وحدات مدفعية وأذربيجانية وستية تركستانية.   تم تدريب الجنود في نيوهامر.
تم إرسال الفرقة، في أكتوبر 1943، إلى شمال إيطاليا.  من بين جميع التشكيلات المستقلة، أصبح 162 هو أكبر تشكيل لجميع الجحافل.  كما تم اختيار كتيبة المشاة رقم 450 من الأتراك والأذربيجانيين. 
في أوائل عام 1944 تم تعيين الفرقة بحراسة الساحل الليغوري. في يونيو 1944 تم تعيين الفرقة للقتال في إيطاليا ولكن تم سحبها بسبب ضعف الأداء. خلال الفترة المتبقية من الحرب، حاربت الفرقة حركة المقاومة الإيطالية بالقرب من سبيزيا وفال دي تارو في إيطاليا.  بعد النكسات الأولية، أثبت الفرقة فعاليتها. 
استسلم الجزء الرئيسي من الفرقة بالقرب من بادوا في مايو 1945 إلى الحلفاء الغربيين وتم إرساله إلى تارانتو. وفقًا للاتفاقيات التي وقعها البريطانيون والأمريكيون في مؤتمر يالطا، أعيد الجنود إلى الاتحاد السوفيتي. وفقًا لنيكولاي تولستوي، فقد تلقوا حكمًا بالسجن لمدة عشرين عامًا بالأشغال الشاقة. 

## جرائم حرب
تورطت الفرقة في عدد من جرائم الحرب في إيطاليا بين ديسمبر 1943 ومايو 1945، اثنتان من هذه الجرائم، في يناير 1945 في إميليا رومانيا أسفرت عن إعدام ما لا يقل عن 20 مدنياً. 